# Drosera hyperostigma
Drosera hyperostigma ist eine fleischfressende Pflanze aus der Gattung Sonnentau (Drosera). Sie gehört zur Gruppe der sogenannten Zwergsonnentaue und ist im südwestlichen Australien heimisch.

## Beschreibung

Verbreitung von Drosera hyperostigma in Australien

Drosera hyperostigma ist eine mehrjährige, krautige Pflanze. Diese bildet eine kompakte Rosette aus horizontalen Blättern mit einem Durchmesser von etwa 2,5 cm. Die Sprossachse ist bis zu 5 mm lang und mit den welken Blättern der Vorsaison bedeckt. 
Die Nebenblätter sind eiförmig, 5 mm lang und 5 mm im Durchmesser an der Basis. Die Nebenblätter selbst sind 4,5 mm lang, 3 mm breit und dreilappig. Der mittlere Lappen ist in 3 Segmente unterteilt.
Die Blattspreiten sind elliptisch, 2,5 mm lang und 2 mm breit mit einigen Härchen auf der Unterseite. Die längeren Tentakeldrüsen befinden sich am Rand, kürzere im Inneren. Die Blattstiele sind bis zu 4 mm lang, 0,8 mm breit und verjüngen sich abrupt auf 0,6 mm nahe der Blattspreite. Der gesamte Schaft ist mit winzigen Härchen bedeckt. 
Blütezeit ist Oktober. Der Blütenstand ist bis zu 5 cm lang und an der Basis sparsam, zur Spitze hin immer dichter mit winzigen Härchen besetzt. Der Blütenstand ist ein Wickel aus 6 bis 8 Blüten an rund 1,5 mm langen Blütenstielen. Die breit eiförmigen Kelchblätter sind 3 mm lang und 2 mm breit. Die Ränder sind an der unteren Hälfte glatt, der Rest ist unregelmäßig gekerbt. Die Oberfläche ist unregelmäßig mit zylindrischen rotköpfigen Drüsen besetzt. Die Kronblätter sind metallisch-orangen, an der unteren Hälfte schwarzbraun, umgekehrt eiförmig, an der Spitze leicht gekerbt, 7 mm lang und 6,5 mm breit.
Die fünf Staubblätter sind 2,5 mm lang. Die Fäden sind an der unteren Hälfte schwarzbraun, der Rest ist weiß, die Staubbeutel sind weiß und die Pollen gelb. Der merklich graue (nicht schwarze) Fruchtknoten ist breit umgekehrt eiförmig, 0,5 mm lang und 0,9 mm im Durchmesser. Die 3 schwarzbraunen, horizontal gestreckten Griffel sind 0,5 mm lang und nur 0,05 mm im Durchmesser. Die Narben sind 0,5 mm lang und 0,2 mm im Durchmesser.
Typisch für Zwergsonnentaue ist die Bildung von Brutschuppen: Die eiförmigen, 0,7 mm dicken Brutschuppen werden gegen Ende November bis Anfang Dezember in großer Zahl gebildet und haben eine Länge von ca. 1,7 mm und eine Breite von 1,1 mm.

## Verbreitung, Habitat und Status
Drosera hyperostigma kommt nur auf einer kleinen Fläche im äußersten Südwesten Australiens vor. Die Pflanze gedeiht dort auf Laterit- und Kieselerdehaltigen Böden in lichtem, offenem Wald.

## Systematik
Der Name hyperostigma kommt aus dem Griechischen und verweist darauf, dass sich die Narben am äußeren Ende der Griffel befinden ("hyper" = über; "stigma" = Narbe).